# Paris Saint-Germain Football Club 2005-2006
Questa voce raccoglie le informazioni riguardanti il Paris Saint-Germain Football Club nelle competizioni ufficiali della stagione 2005-2006.

## Maglie e sponsor
Per il campionato lo sponsor tecnico è Nike e quello ufficiale Thomson. In Coppa di Francia lo sponsor tecnico è Adidas e quello ufficiale è SFR.
| Manica sinistra · Maglietta · Maglietta · Manica destra · Pantaloncini · Pantaloncini · Calzettoni · Calzettoni | Manica sinistra · Manica sinistra · Maglietta · Maglietta · Manica destra · Manica destra · Pantaloncini · Pantaloncini · Calzettoni · Calzettoni | Manica sinistra · Manica sinistra · Maglietta · Maglietta · Manica destra · Manica destra · Pantaloncini · Calzettoni · Calzettoni |

## Orgranigramma societario
Area direttiva
- Presidente: Francia Pierre Blayau

Area tecnica
- Allenatore: Laurent Fournier, dal 27 dicembre Guy Lacombe
- Allenatore in seconda: Dominique Leclercq, Saar Boubacar, Houari Amri; dal 27 dicembre Éric Blahic e Alain Blachon
- Preparatore atletico: Cyril Moine
- Preparatore dei portieri: Christian Mas

Area sanitaria
- Medico sociale: Hakim Chalabi
- Massaggiatori: Patrick Dupuis, Pascal Roche, Olivier Pierot

## Rosa
| N. |                           | Ruolo | Calciatore          |
| -- | ------------------------- | ----- | ------------------- |
| 1  | Francia (bandiera)        | P     | Lionel Letizi       |
| 2  | Francia (bandiera)        | D     | Stéphane Pichot     |
| 3  | Francia (bandiera)        | D     | Jean-Michel Badiane |
| 4  | Rep. Ceca (bandiera)      | D     | David Rozehnal      |
| 5  | Francia (bandiera)        | D     | Bernard Mendy       |
| 6  | Colombia (bandiera)       | D     | Mario Yepes         |
| 7  | Francia (bandiera)        | A     | Fabrice Pancrate    |
| 8  | Francia (bandiera)        | C     | Édouard Cissé       |
| 9  | Portogallo (bandiera)     | A     | Pauleta (capitano)  |
| 10 | Francia (bandiera)        | C     | Vikash Dhorasoo     |
| 11 | Russia (bandiera)         | C     | Sergei Semak        |
| 12 | Uruguay (bandiera)        | C     | Cristian Rodríguez  |
| 13 | Tunisia (bandiera)        | C     | Hocine Ragued       |
| 14 | Francia (bandiera)        | C     | Rudy Haddad         |
| 15 | Costa d'Avorio (bandiera) | C     | Bonaventure Kalou   |
| 16 | Francia (bandiera)        | P     | Jérôme Alonzo       |
| 17 | Camerun (bandiera)        | D     | Jean-Hugues Ateba   |
| 18 | Uruguay (bandiera)        | A     | Carlos Bueno        |
| 19 | Albania (bandiera)        | C     | Lorik Cana          |

| N. |                                | Ruolo | Calciatore          |
| -- | ------------------------------ | ----- | ------------------- |
| 20 | Serbia e Montenegro (bandiera) | C     | Branko Bošković     |
| 21 | Portogallo (bandiera)          | C     | Filipe Teixeira     |
| 22 | Francia (bandiera)             | D     | Sylvain Armand      |
| 23 | Camerun (bandiera)             | C     | Modeste M'Bami      |
| 24 | Francia (bandiera)             | C     | Christophe Landrin  |
| 25 | Francia (bandiera)             | C     | Jérôme Rothen       |
| 26 | Senegal (bandiera)             | D     | Boukary Dramé       |
| 27 | Francia (bandiera)             | A     | Alioune Touré       |
| 28 | Brasile (bandiera)             | D     | Paulo César         |
| 28 | Serbia e Montenegro (bandiera) | A     | Danijel Ljuboja     |
| 29 | Nigeria (bandiera)             | A     | Bartholomew Ogbeche |
| 30 | Algeria (bandiera)             | P     | Mohamed Benhamou    |
| 31 | Francia (bandiera)             | C     | Samuel Piètre       |
| 32 | Marocco (bandiera)             | D     | Ahmed Kantari       |
| 33 | Francia (bandiera)             | P     | Nicolas Cousin      |
| 34 | Costa d'Avorio (bandiera)      | A     | Franck Dja Djédjé   |
|    | Costa d'Avorio (bandiera)      | D     | Sol Bamba           |
|    | Francia (bandiera)             | A     | David N'Gog         |

## Risultati

### Coppa di Francia
| Trentaduesimi di finale | Vermelles | 0 – 4 | Paris Saint-Germain |  |

| Sedicesimi di finale | Paris Saint-Germain | 1 – 0 | Auxerre |  |

| Ottavi di finale | Lyon-La Duchère | 0 – 3 | Paris Saint-Germain |  |

| Quarti di finale | Paris Saint-Germain | 2 – 1 | Lilla |  |

| 20 aprile 2006 Semifinale | Nantes-Atlantique | 1 – 2 | Paris Saint-Germain |  |

| Saint-Denis 29 aprile 2006, ore 20:45 Finale | Paris Saint-Germain | 2 – 1 referto | Olympique Marsiglia | Parco dei Principi (79,061 spett.)\| Arbitro: \| Duhamel \| |
| Arbitro:                                     | Duhamel             |               |                     |                                                             |

## Statistiche

### Andamento in campionato
| Giornata  | 1 | 2 | 3 | 4 | 5 | 6 | 7 | 8 | 9 | 10 | 11 | 12 | 13 | 14 | 15 | 16 | 17 | 18 | 19 | 20 | 21 | 22 | 23 | 24 | 25 | 26 | 27 | 28 | 29 | 30 | 31 | 32 | 33 | 34 | 35 | 36 | 37 | 38 |
| --------- | - | - | - | - | - | - | - | - | - | -- | -- | -- | -- | -- | -- | -- | -- | -- | -- | -- | -- | -- | -- | -- | -- | -- | -- | -- | -- | -- | -- | -- | -- | -- | -- | -- | -- | -- |
| Luogo     | C | T | C | T | C | C | T | C | T | C  | T  | C  | T  | C  | T  | C  | T  | C  | T  | C  | T  | C  | T  | T  | C  | T  | C  | T  | C  | T  | C  | T  | C  | T  | C  | T  | C  | T  |
| Risultato | V | V | V | N | P | V | P | V | N | V  | P  | V  | P  | N  | V  | P  | P  | V  | N  | V  | P  | V  | P  | N  | N  | N  | P  | N  | N  | N  | V  | N  | V  | N  | P  | N  | P  | P  |
| Posizione | 1 | 2 | 1 | 1 | 3 | 2 | 4 | 2 | 2 | 2  | 2  | 2  | 4  | 4  | 2  | 4  | 6  | 4  | 6  | 3  | 4  | 4  | 5  | 5  | 6  | 6  | 6  | 8  | 7  | 10 | 8  | 8  | 8  | 8  | 8  | 8  | 9  | 9  |

Fonte:  Classements, su lfp.fr, lfp.fr.
Legenda:

Luogo: C = Casa; T = Trasferta. Risultato: V = Vittoria; N = Pareggio; P = Sconfitta.